# Pascal Groß
Pascal Groß (Mannheim, 15 giugno 1991) è un calciatore tedesco, centrocampista del Borussia Dortmund e della nazionale tedesca.

## Biografia
Anche suo padre Stephan è stato un calciatore, raggiungendo il picco della propria carriera tra le file del Karlsruhe.

## Caratteristiche tecniche
Giocatore versatile, Groß ha giocato come centrocampista difensivo, terzino destro, trequartista o attaccante nella sua carriera.Sa calciare bene con entrambi i piedi, inoltre tira con potenza e sa trovare il gol pure calciando da fuori area. Possiede una buona percezione dello spazio, è un ottimo assist-man, ma è un abile anche con i calci di rigore. Sa inoltre come creare occasioni per la conclusione con i suoi calci d'angolo, oltre a essere un buon fornitore di cross.

## Carriera

### Club

#### Gli inizi, Ingolstadt
Groß muove i suoi primi passi nel settore giovanile del Neckarau per poi passare all'Hoffenheim, con cui riesce ad esordire in Bundesliga il 2 maggio 2009, nella sconfitta contro il Wolfsburg, subentrando a Chinedu Obasi. Dopo aver trovato poco spazio, il 28 gennaio 2011 passa a titolo definitivo al Karlsruhe insieme al compagno di squadra Marco Terrazzino. Con gli Eurofighter raccoglie complessivamente 39 presenze e 5 reti, tra Prima e Seconda squadra.
Nell'estate del 2012, viene ingaggiato dall'Ingolstadt 04, con cui firma un contratto biennale. Con i rossoneri conquista la vittore del campionato 2014-2015, giocandoo un ruolo fondamentale nella promozione Bundesliga, segnando 7 gol e fornenedo 23 assist. Conclude la sua avventure in Baviera dopo aver disputato 165 partite e segnato 17 gol.

#### Brighton
Il 17 maggio 2017, viene acqusitato per 3 milioni di euro e messo sotto contratto dal Brighton, con cui firma un contratto quadriennale a 3 milioni di pounds a stagione, diventando uno degli acquisti record del club in quella stagione. Ha fatto il suo debutto in Premier League con i seagulls il 12 agosto 2017, perdendo 2-0 in casa contro il Manchester City. Il 9 settembre seguente, Groß entra nella storia del club inglese, segnando il primo gol in assoluto del Brighton in Premier League, nella vittoria per 3-1 in casa contro il West Bromwich. Conclude la sua prima stagione inglese con 39 presenze e 7 reti complessive: questo gli permette di essere votato giocatore della stagione del Brighton ed il 6 giugno 2018 un prolungamento del contratto fino al 30 giugno 2022.
Con i Seagulls rimane sette stagioni, vestendo la maglia biancoazzurra per 261 volte e segnando 31 reti che hanno visto il punto più alto nel raggiungimento di una storica qualificazione in UEFA Europa League sotto la guida di Roberto De Zerbi.

#### Borussia Dortmund
Il 1º agosto 2024 viene acquistato a titolo definitivo dal Borussia Dortmund, con cui firma un contratto biennale con scadenza il 30 giugno 2026.Segna il suo primo gol in Champions League battendo lo Sporting Lisbona per 3-0.

### Nazionale
Groß ha rappresentato la Germania a livello giovanile per le squadre nazionali Under-18, Under-19 e Under-20.
Il 31 agosto 2023, Hansi Flick lo convoca per la prima volta in nazionale maggiore, con cui esordisce 9 giorni dopo nell'amichevole persa 1-4 contro il Giappone.
Convocato per Euro 2024, il 7 giugno 2024 realizza il suo primo gol per la selezione teutonica nell'amichevole vinta 2-1 contro la Grecia.

## Statistiche

### Presenze e reti nei club
Statistiche aggiornate al 7 settembre 2024.
| Stagione             | Squadra              | Campionato           | Campionato | Campionato | Coppe nazionali | Coppe nazionali | Coppe nazionali | Coppe continentali | Coppe continentali | Coppe continentali | Altre coppe | Altre coppe | Altre coppe | Totale | Totale |
| Stagione             | Squadra              | Comp                 | Pres       | Reti       | Comp            | Pres            | Reti            | Comp               | Pres               | Reti               | Comp        | Pres        | Reti        | Pres   | Reti   |
| -------------------- | -------------------- | -------------------- | ---------- | ---------- | --------------- | --------------- | --------------- | ------------------ | ------------------ | ------------------ | ----------- | ----------- | ----------- | ------ | ------ |
| 2009-2010            | Hoffenheim II        | OL                   | 6          | 2          | -               | -               | -               | -                  | -                  | -                  | -           | -           | -           | 6      | 2      |
| 2010-gen. 2011       | Hoffenheim II        | RLS                  | 17         | 4          | -               | -               | -               | -                  | -                  | -                  | -           | -           | -           | 17     | 4      |
| Totale Hoffenheim II | Totale Hoffenheim II | Totale Hoffenheim II | 23         | 6          |                 | -               | -               |                    | -                  | -                  |             | -           | -           | 23     | 6      |
| 2008-2009            | Hoffenheim           | BL                   | 4          | 0          | CG              | -               | -               | -                  | -                  | -                  | -           | -           | -           | 4      | 0      |
| 2009-2010            | Hoffenheim           | BL                   | 1          | 0          | CG              | 1               | 0               | -                  | -                  | -                  | -           | -           | -           | 2      | 0      |
| 2010-gen. 2011       | Hoffenheim           | BL                   | 0          | 0          | CG              | 0               | 0               | -                  | -                  | -                  | -           | -           | -           | 0      | 0      |
| Totale Hoffenheim    | Totale Hoffenheim    | Totale Hoffenheim    | 5          | 0          |                 | 1               | 0               |                    | -                  | -                  |             | -           | -           | 6      | 0      |
| gen.-giu. 2011       | Karlsruhe II         | RLS                  | 3          | 0          | -               | -               | -               | -                  | -                  | -                  | -           | -           | -           | 3      | 0      |
| 2011-2012            | Karlsruhe II         | RLS                  | 8          | 1          | -               | -               | -               | -                  | -                  | -                  | -           | -           | -           | 8      | 1      |
| Totale Karlsruhe II  | Totale Karlsruhe II  | Totale Karlsruhe II  | 11         | 1          |                 | -               | -               |                    | -                  | -                  |             | -           | -           | 11     | 1      |
| gen.-giu. 2011       | Karlsruhe            | 2L                   | 3          | 1          | CG              | -               | -               | -                  | -                  | -                  | -           | -           | -           | 3      | 1      |
| 2011-2012            | Karlsruhe            | 2L                   | 22+2       | 2+1        | CG              | 1               | 0               | -                  | -                  | -                  | -           | -           | -           | 25     | 3      |
| Totale Karlsruhe     | Totale Karlsruhe     | Totale Karlsruhe     | 25+2       | 3+1        |                 | 1               | 0               |                    | -                  | -                  |             | -           | -           | 28     | 4      |
| 2012-2013            | Ingolstadt 04        | 2L                   | 30         | 2          | CG              | 1               | 0               | -                  | -                  | -                  | -           | -           | -           | 31     | 2      |
| 2013-2014            | Ingolstadt 04        | 2L                   | 29         | 2          | CG              | 2               | 0               | -                  | -                  | -                  | -           | -           | -           | 31     | 2      |
| 2014-2015            | Ingolstadt 04        | 2L                   | 34         | 7          | CG              | 1               | 0               | -                  | -                  | -                  | -           | -           | -           | 35     | 7      |
| 2015-2016            | Ingolstadt 04        | BL                   | 32         | 1          | CG              | 1               | 0               | -                  | -                  | -                  | -           | -           | -           | 33     | 1      |
| 2016-2017            | Ingolstadt 04        | BL                   | 33         | 5          | CG              | 2               | 0               | -                  | -                  | -                  | -           | -           | -           | 35     | 5      |
| Totale Ingolstadt 04 | Totale Ingolstadt 04 | Totale Ingolstadt 04 | 158        | 17         |                 | 7               | 0               |                    | -                  | -                  |             | -           | -           | 165    | 17     |
| 2017-2018            | Brighton             | PL                   | 38         | 7          | FACup+CdL       | 1+0             | 0               | -                  | -                  | -                  | -           | -           | -           | 39     | 7      |
| 2018-2019            | Brighton             | PL                   | 25         | 3          | FACup+CdL       | 1+1             | 0               | -                  | -                  | -                  | -           | -           | -           | 27     | 3      |
| 2019-2020            | Brighton             | PL                   | 29         | 2          | FACup+CdL       | 1+1             | 0               | -                  | -                  | -                  | -           | -           | -           | 31     | 2      |
| 2020-2021            | Brighton             | PL                   | 34         | 3          | FACup+CdL       | 3+3             | 0               | -                  | -                  | -                  | -           | -           | -           | 40     | 3      |
| 2021-2022            | Brighton             | PL                   | 29         | 2          | FACup+CdL       | 2+2             | 0               | -                  | -                  | -                  | -           | -           | -           | 33     | 2      |
| 2022-2023            | Brighton             | PL                   | 37         | 9          | FACup+CdL       | 5+2             | 1+0             | -                  | -                  | -                  | -           | -           | -           | 44     | 10     |
| 2023-2024            | Brighton             | PL                   | 36         | 4          | FACup+CdL       | 3+0             | 0+0             | UEL                | 8                  | 1                  | -           | -           | -           | 47     | 5      |
| Totale Brighton      | Totale Brighton      | Totale Brighton      | 228        | 30         |                 | 25              | 1               |                    | 8                  | 1                  |             | -           | -           | 261    | 32     |
| 2024-2025            | Borussia Dortmund    | BL                   | 2          | 0          | CG              | 1               | 0               | UCL                | 1                  | 1                  | Cmc         | -           | -           | 4      | 1      |
| Totale carriera      | Totale carriera      | Totale carriera      | 454        | 58         |                 | 35              | 1               |                    | 9                  | 2                  |             | -           | -           | 498    | 61     |

### Cronologia presenze e reti in nazionale
| Cronologia completa delle presenze e delle reti in nazionale ― Germania | Cronologia completa delle presenze e delle reti in nazionale ― Germania | Cronologia completa delle presenze e delle reti in nazionale ― Germania | Cronologia completa delle presenze e delle reti in nazionale ― Germania | Cronologia completa delle presenze e delle reti in nazionale ― Germania | Cronologia completa delle presenze e delle reti in nazionale ― Germania | Cronologia completa delle presenze e delle reti in nazionale ― Germania | Cronologia completa delle presenze e delle reti in nazionale ― Germania |
| Data                                                                    | Città                                                                   | In casa                                                                 | Risultato                                                               | Ospiti                                                                  | Competizione                                                            | Reti                                                                    | Note                                                                    |
| ----------------------------------------------------------------------- | ----------------------------------------------------------------------- | ----------------------------------------------------------------------- | ----------------------------------------------------------------------- | ----------------------------------------------------------------------- | ----------------------------------------------------------------------- | ----------------------------------------------------------------------- | ----------------------------------------------------------------------- |
| 9-9-2023                                                                | Wolfsburg                                                               | Germania                                                                | 1 – 4                                                                   | Giappone                                                                | Amichevole                                                              | -                                                                       | 64’                                                                     |
| 12-9-2023                                                               | Dortmund                                                                | Germania                                                                | 2 – 1                                                                   | Francia                                                                 | Amichevole                                                              | -                                                                       | 25’ 42’                                                                 |
| 14-10-2023                                                              | East Hartford                                                           | Stati Uniti                                                             | 1 – 3                                                                   | Germania                                                                | Amichevole                                                              | -                                                                       | 71’                                                                     |
| 17-10-2023                                                              | Filadelfia                                                              | Messico                                                                 | 2 – 2                                                                   | Germania                                                                | Amichevole                                                              | -                                                                       | 46’                                                                     |
| 26-3-2024                                                               | Francoforte sul Meno                                                    | Germania                                                                | 2 – 1                                                                   | Paesi Bassi                                                             | Amichevole                                                              | -                                                                       | 59’                                                                     |
| 3-6-2024                                                                | Norimberga                                                              | Germania                                                                | 0 – 0                                                                   | Ucraina                                                                 | Amichevole                                                              | -                                                                       |                                                                         |
| 7-6-2024                                                                | Mönchengladbach                                                         | Germania                                                                | 2 – 1                                                                   | Grecia                                                                  | Amichevole                                                              | 1                                                                       | 68’                                                                     |
| 14-6-2024                                                               | Monaco di Baviera                                                       | Germania                                                                | 5 – 1                                                                   | Scozia                                                                  | Euro 2024 - 1º turno                                                    | -                                                                       | 46’                                                                     |
| 7-9-2024                                                                | Düsseldorf                                                              | Germania                                                                | 5 – 0                                                                   | Ungheria                                                                | UEFA Nations League 2024-2025 - 1º turno                                | -                                                                       | 60’                                                                     |
| 10-9-2024                                                               | Amsterdam                                                               | Paesi Bassi                                                             | 2 – 2                                                                   | Germania                                                                | UEFA Nations League 2024-2025 - 1º turno                                | -                                                                       | 63’                                                                     |
| 11-10-2024                                                              | Zenica                                                                  | Bosnia ed Erzegovina                                                    | 1 – 2                                                                   | Germania                                                                | UEFA Nations League 2024-2025 - 1º turno                                | -                                                                       | 90+1’                                                                   |
| 16-11-2024                                                              | Friburgo in Brisgovia                                                   | Germania                                                                | 7 – 0                                                                   | Bosnia ed Erzegovina                                                    | UEFA Nations League 2024-2025 - 1º turno                                | -                                                                       |                                                                         |
| 20-3-2025                                                               | Milano                                                                  | Italia                                                                  | 1 – 2                                                                   | Germania                                                                | UEFA Nations League 2024-2025 - Quarti di finale                        | -                                                                       | 90’                                                                     |
| 23-3-2025                                                               | Dortmund                                                                | Germania                                                                | 3 – 3                                                                   | Italia                                                                  | UEFA Nations League 2024-2025 - Quarti di finale                        | -                                                                       | 63’                                                                     |
| 8-6-2025                                                                | Stoccarda                                                               | Germania                                                                | 0 – 2                                                                   | Francia                                                                 | UEFA Nations League 2024-2025 - Finale 3º posto                         | -                                                                       | 73’                                                                     |
| Totale                                                                  |                                                                         | Presenze                                                                | 15                                                                      |                                                                         | Reti                                                                    | 1                                                                       |                                                                         |

## Palmarès

### Club

#### Competizioni nazionali
- Campionato tedesco di seconda divisione: 1

Ingolstadt 04: 2014-2015